# Noel Murambi
Noel Murambi, född 29 januari 1989, är en kenyansk volleybollspelare (vänsterspiker). 
Murambi har spelat med landslaget i bland annat OS 2020  och VM 2022. På klubbnivå har hon spelat med klubbar i Kenya och Cypern.